# Měnírna Bělehradská
Měnírna Bělehradská na Vinohradech v Praze je tramvajová měnírna v ulici Bělehradská pod Kolejí Univerzity Karlovy Budeč na tramvajové trati Tylovo náměstí–Bruselská–Otakarova.

## Historie
Transformační stanice byla pro Elektrické podniky postavena v roce 1938 podle projektu architekta Josefa Mlíky a pracuje od ledna 1939. Byla určena nejen jako měnírna pro tramvajový provoz, ale také jako spínací a rozpínací stanice pro kabelovou síť a jako sídlo dálkového řízení měnírny na Zelené Lišce.
Stále slouží svému účelu a napájí šest úseků tramvajových tratí v přilehlém okolí. Její zařízení bylo několikrát modernizováno; poslední výměna technologie proběhla v šesti etapách v letech 2015 a 2016. Při této výměně byly nahrazeny trakční usměrňovače U1, U2 a celý blok technologie rozvodny DC 660 včetně kabeláže.